# Eumerus ergator
Eumerus ergator är en tvåvingeart som beskrevs av Hull 1941. Eumerus ergator ingår i släktet månblomflugor, och familjen blomflugor. Inga underarter finns listade i Catalogue of Life.